# Try This Tour
Try This Tour è il secondo tour della cantante Pink, a supporto del suo terzo album in studio Try This (2003).
È iniziato a Dublino, il 19 febbraio 2004, e si è concluso a Weston-under-Lizard, il 22 agosto 2004. Con questo tour, la celebre artista visitò per la prima volta l'Italia, con un concerto a Lucca il 26 luglio 2004.
Molto particolare era lo show, più scenico di quello del precedente tour e diviso in quattro atti più l'encore, ciascuno dei quali rappresentava un suo album.

## Sinossi del concerto
Lo show inizia con il brano Can't Take Me Home, per il quale Pink entra in scena dentro una gabbia che viene calata dal soffitto. Per questa prima sezione, ispirata appunto al suo album d'esordio Can't Take Me Home (2000), la cantante indossa una giacca e dei pantaloni neri e una parrucca da moicano fucsia. Una volta uscita dalla gabbia, l'artista esegue There You Go, venendo raggiunta anche dai ballerini vestiti in modo simile al suo. I brani successivi sono Split Personality e Most Girls, durante le quali Pink e i ballerini rimuovono parte del loro costume. La sezione si chiude con Lady Marmalade, cantata con sul palco delle bambole gonfiabili vestite come lei, Christina Aguilera, Mýa e Lil' Kim nel video musicale. Ad un certo punto della canzone, Pink spoglia e scaglia a terra la bambola simile a Christina, per poi simulare un atto sessuale con essa, dicendo ironicamente "You're beautiful, no matter what they say" ("Sei bellissima, non importa ciò che dicono"; riferimento al brano Beautiful). Questa parte del brano, ritenuta estremamente provocatoria verso la Aguilera, venne censurata nel DVD del tour.
Dopo un video interludio, comincia la seconda sezione, ispirata all'album Missundaztood (2001). L'artista ricompare in un punto sopraelevato del palco, con indosso dei jeans blu, una giacca rossa, scarpe nere e una parrucca di capelli lunghi rosa. Viene eseguito così il ritornello di I Wanna Rock, che poco dopo si trasforma in Don't Let Me Get Me, per la quale la cantante torna nuovamente più vicina al pubblico. Seguono 18 Wheeler e Family Portrait, quest'ultima eseguita con alle spalle varie immagini mostranti famiglie apparentemente "perfette". La celebre Just like a Pill e Respect chiudono la seconda sezione. Durante Respect anche i ballerini tornano sul palco e un uomo viene prelevato dal pubblico e fatto sedere su una sedia, mentre la cantante si muove sensualmente sopra di lui. 
La sezione acustica dello show viene eseguita da Pink con indosso un abito lungo fino ai piedi e una parrucca bionda. Il primo dei due medley di questa sezione ad essere eseguito è quello di My Vietnam, Misery ed Eventually. Si passa poi al secondo, dedicato a Janis Joplin, celebre cantante scomparsa di cui Pink ne è una fan, che comprende Summertime, Me and Bobby McGee e Piece of My Heart.
Il quarto e ultimo atto prima dell'encore, il più spinto ed ispirato all'album Try This (2003), si apre col brano Feel Good Time, con Pink che ha effettuato un cambio d'abito e rivelato i suoi capelli naturali. God Is a DJ viene eseguita comprendendo anche una pole dance, cosa che viene portata avanti anche durante Oh My God insieme a tre ballerine in abiti succinti, tra cui una che ad un certo punto bacia sul collo la cantante. Quando il brano finisce, l'artista intona una breve versione a cappella di Trouble, mentre le ballerine la toccano sensualmente a turno un'ultima volta per poi lasciare la scena una volta che luci si spengono. Rimasta sola sul palco, Pink attacca il microfono ad un'asta ed esegue Last to Know. In seguito compare una batteria, che lei suona insieme ad un altro batterista per poi passare alle performance di Try too Hard e Unwind, che chiudono questa sezione. 
L'encore si apre con la cover dei Guns N' Roses Welcome to the Jungle, durante la quale Pink arriva sul palco passando per il pubblico, terminando poi il brano. Il numero di chiusura dello show è la hit Get the Party Started, eseguita con i ballerini che fanno acrobazie tramite dei tessuti aerei che pendono dal soffitto.

## Scaletta

### Prima leg europea , Oceania
1. Can't Take Me Home
2. There You Go
3. Split Personality
4. Most Girls
5. Lady Marmalade (contiene elementi di Beautiful di Christina Aguilera)
6. I Wanna Rock / Don't Let Me Get Me
7. 18 Wheeler
8. Family Portrait
9. Just like a Pill
10. Respect
11. My Vietnam/Misery/Eventually
12. Summertime/Me and Bobby McGee/Piece of My Heart
13. Feel Good Time
14. God Is a DJ
15. Oh My God
16. Trouble
17. Last to Know
18. Try Too Hard
19. Unwind
20. Welcome to the Jungle
21. Get the Party Started

### Seconda leg europea
1. Don't Let Me Get Me
2. Trouble
3. What's Up
4. Respect
5. Save My Life
6. Last to Know
7. Eventually
8. Summertime/Me and Bobby McGee/Piece of My Heart
9. There You Go
10. Just like a Pill
11. Try Too Hard
12. Unwind
13. Family Portrait
14. 18 Wheeler
15. Misery
16. Numb
17. Get the Party Started

## Registrazione e DVD
La data di Manchester, del 26 marzo 2004, venne registrata e distribuita in formato DVD, con il nome di Pink: Live in Europe. La prima pubblicazione avvenne due anni dopo, il 22 maggio 2006,  con l'eccezione però di alcuni paesi europei, nei quali venne pubblicato a novembre dello stesso anno.
Il DVD mostra lo show completo (tranne l'estratto di Beautiful durante Lady Marmalade) e un filmato bonus chiamato On the Road with Pink.

## Date
| Date             | Città               | Paese           | Luogo                                     | Biglietti disponibili/Biglietti venduti | Incasso |        |
| Europa           | Europa              | Europa          | Europa                                    | Europa                                  | Europa  | Europa |
| ---------------- | ------------------- | --------------- | ----------------------------------------- | --------------------------------------- | ------- | ------ |
| 19 febbraio 2004 | Dublino             | Irlanda         | Point Theatre                             | N.D.                                    | N.D.    |        |
| 20 febbraio 2004 | Belfast             | Regno Unito     | SSE Arena                                 | N.D.                                    | N.D.    |        |
| 23 febbraio 2004 | Bruxelles           | Belgio          | Forest National                           | N.D.                                    | N.D.    |        |
| 25 febbraio 2004 | Hannover            | Germania        | Preussag Arena                            | N.D.                                    | N.D.    |        |
| 27 febbraio 2004 | Stoccarda           | Germania        | Hanns-Martin-Schleyer-Halle               | N.D.                                    | N.D.    |        |
| 28 febbraio 2004 | Zurigo              | Svizzera        | Hallenstadion                             | N.D.                                    | N.D.    |        |
| 29 febbraio 2004 | Zurigo              | Svizzera        | Hallenstadion                             | N.D.                                    | N.D.    |        |
| 2 marzo 2004     | Francoforte         | Germania        | Festhalle Frankfurt                       | N.D.                                    | N.D.    |        |
| 4 marzo 2004     | Monaco di Baviera   | Germania        | Olympiahalle                              | N.D.                                    | N.D.    |        |
| 5 marzo 2004     | Lipsia              | Germania        | Arena Leipzig                             | N.D.                                    | N.D.    |        |
| 7 marzo 2004     | Berlino             | Germania        | Max-Schmeling-Halle                       | N.D.                                    | N.D.    |        |
| 8 marzo 2004     | Copenaghen          | Danimarca       | Forum Copenaghen                          | N.D.                                    | N.D.    |        |
| 10 marzo 2004    | Oslo                | Norvegia        | Oslo Spektrum                             | N.D.                                    | N.D.    |        |
| 11 marzo 2004    | Stoccolma           | Svezia          | Hovet                                     | N.D.                                    | N.D.    |        |
| 13 marzo 2004    | Amburgo             | Germania        | Color Line Arena                          | N.D.                                    | N.D.    |        |
| 15 marzo 2004    | Colonia             | Germania        | Kölnarena                                 | N.D.                                    | N.D.    |        |
| 17 marzo 2004    | Parigi              | Francia         | Palais Omnisports de Paris-Bercy          | N.D.                                    | N.D.    |        |
| 18 marzo 2004    | Rotterdam           | Paesi Bassi     | Ahoy Rotterdam                            | N.D.                                    | N.D.    |        |
| 20 marzo 2004    | Birmingham          | Regno Unito     | NEC Arena                                 | N.D.                                    | N.D.    |        |
| 21 marzo 2004    | Nottingham          | Regno Unito     | Nottingham Arena                          | N.D.                                    | N.D.    |        |
| 23 marzo 2004    | Londra              | Regno Unito     | Wembley Arena                             | N.D.                                    | N.D.    |        |
| 24 marzo 2004    | Londra              | Regno Unito     | Wembley Arena                             | N.D.                                    | N.D.    |        |
| 26 marzo 2004    | Manchester          | Regno Unito     | Manchester Evening News Arena             | N.D.                                    | N.D.    |        |
| 27 marzo 2004    | Sheffield           | Regno Unito     | Hallam FM Arena                           | N.D.                                    | N.D.    |        |
| 28 marzo 2004    | Manchester          | Regno Unito     | The Ritz                                  | N.D.                                    | N.D.    |        |
| 30 marzo 2004    | Newcastle upon Tyne | Regno Unito     | Telewest Arena                            | N.D.                                    | N.D.    |        |
| 31 marzo 2004    | Glasgow             | Regno Unito     | Scottish Exhibition and Conference Centre | N.D.                                    | N.D.    |        |
| 1º aprile 2004   | Glasgow             | Regno Unito     | Scottish Exhibition and Conference Centre | N.D.                                    | N.D.    |        |
| 4 aprile 2004    | Vienna              | Austria         | Wiener Stadthalle                         | N.D.                                    | N.D.    |        |
| 5 aprile 2004    | Budapest            | Ungheria        | Budapest Sports Arena                     | N.D.                                    | N.D.    |        |
| 8 aprile 2004    | Monaco di Baviera   | Germania        | Olympiahalle                              | N.D.                                    | N.D.    |        |
| 10 aprile 2004   | Oberhausen          | Germania        | König Pilsener Arena                      | N.D.                                    | N.D.    |        |
| Oceania          |                     |                 |                                           |                                         |         |        |
| 24 aprile 2004   | Newcastle           | Australia       | Newcastle Entertainment Centre            | N.D.                                    | N.D.    |        |
| 25 aprile 2004   | Sydney              | Australia       | Sydney Entertainment Centre               | N.D.                                    | N.D.    |        |
| 28 aprile 2004   | Brisbane            | Australia       | Brisbane Entertainment Centre             | N.D.                                    | N.D.    |        |
| 30 aprile 2004   | Perth               | Australia       | Challenge Stadium                         | N.D.                                    | N.D.    |        |
| 3 maggio 2004    | Adelaide            | Australia       | Adelaide Entertainment Centre             | N.D.                                    | N.D.    |        |
| 5 maggio 2004    | Melbourne           | Australia       | Rod Laver Arena                           | N.D.                                    | N.D.    |        |
| Europa           |                     |                 |                                           |                                         |         |        |
| 26 giugno 2004   | Frauenfeld          | Svizzera        | Grosse Allmend                            | N.D.                                    | N.D.    |        |
| 27 giugno 2004   | Niederkorn          | Lussemburgo     | Stade Jos Haupert                         | N.D.                                    | N.D.    |        |
| 29 giugno 2004   | Amsterdam           | Paesi Bassi     | Heineken Music Hall                       | N.D.                                    | N.D.    |        |
| 1º luglio 2004   | Werchter            | Belgio          | Werchter Festival Grounds                 | N.D.                                    | N.D.    |        |
| 2 luglio 2004    | Gdynia              | Polonia         | Kościuszki Square                         | N.D.                                    | N.D.    |        |
| 6 luglio 2004    | Mosca               | Russia          | Olympiski                                 | N.D.                                    | N.D.    |        |
| 7 luglio 2004    | San Pietroburgo     | Russia          | Palazzo del ghiaccio                      | N.D.                                    | N.D.    |        |
| 9 luglio 2004    | Sundsvall           | Svezia          | Storgatan                                 | N.D.                                    | N.D.    |        |
| 10 luglio 2004   | Perth and Kinross   | Regno Unito     | Balado                                    | N.D.                                    | N.D.    |        |
| 11 luglio 2004   | Naas                | Irlanda         | Punchestown Racecourse                    | N.D.                                    | N.D.    |        |
| 14 luglio 2004   | Balingen            | Germania        | Messegelände Balingen                     | N.D.                                    | N.D.    |        |
| 16 luglio 2004   | Bratislava          | Slovacchia      | Samsung Arena                             | N.D.                                    | N.D.    |        |
| 17 luglio 2004   | Graz                | Austria         | Schwarzl Freizeit Zentrum                 | N.D.                                    | N.D.    |        |
| 20 luglio 2004   | Belgrado            | Serbia          | Belgrade Fair - Hall 1                    | N.D.                                    | N.D.    |        |
| 22 luglio 2004   | Braşov              | Romania         | Piața Sfatului                            | N.D.                                    | N.D.    |        |
| 24 luglio 2004   | Kilyos              | Turchia         | Solar Beach                               | N.D.                                    | N.D.    |        |
| 26 luglio 2004   | Lucca               | Italia          | Piazza Napoleone (Lucca Summer Festival)  | N.D.                                    | N.D.    |        |
| 28 luglio 2004   | Vienne              | Francia         | Théâtre Antique de Vienne                 | N.D.                                    | N.D.    |        |
| 29 luglio 2004   | Antibes             | Francia         | La Pinède                                 | N.D.                                    | N.D.    |        |
| 31 luglio 2004   | Berlino             | Germania        | Velodrom                                  | N.D.                                    | N.D.    |        |
| 1º agosto 2004   | Praga               | Repubblica Ceca | Sazka Arena                               | N.D.                                    | N.D.    |        |
| 4 agosto 2004    | Amburgo             | Germania        | Freilichtbühne im Stadtpark               | N.D.                                    | N.D.    |        |
| 5 agosto 2004    | Skanderborg         | Danimarca       | Skanderborg Lake                          | N.D.                                    | N.D.    |        |
| 10 agosto 2004   | Reykjavík           | Islanda         | Laugardalshöll                            | N.D.                                    | N.D.    |        |
| 13 agosto 2004   | Colmar              | Francia         | Thatre du Park Expo De Colmar             | N.D.                                    | N.D.    |        |
| 14 agosto 2004   | St. Vith            | Belgio          | Rock eau Rouge                            | N.D.                                    | N.D.    |        |
| 15 agosto 2004   | Kiel                | Germania        | Ostseehalle                               | N.D.                                    | N.D.    |        |
| 17 agosto 2004   | Bonn                | Germania        | Museumsplatz                              | N.D.                                    | N.D.    |        |
| 19 agosto 2004   | Gampel              | Svizzera        | Festivalgelände am Rotten                 | N.D.                                    | N.D.    |        |
| 21 agosto 2004   | Chelmsford          | Regno Unito     | Hylands Park                              | N.D.                                    | N.D.    |        |
| 22 agosto 2004   | Weston-under-Lizard | Regno Unito     | Weston Park                               | N.D.                                    | N.D.    |        |